# Viaducto Valle-Coche
El Viaducto Valle-Coche es una estructura en inaugurada en diciembre de 2015 en el Municipio Libertador al oeste del Distrito Metropolitano de Caracas, específicamente en la Autopista Valle-Coche.

## Historia y descripción

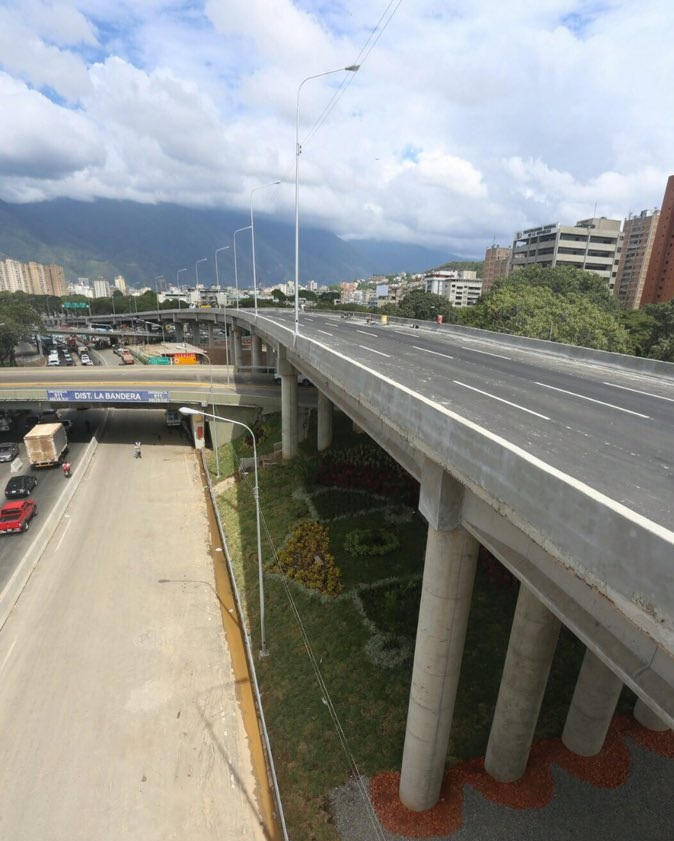
Vista parcial del viaducto

Su construcción se inició en marzo de 2015 y fue prevista su inauguración para el último trimestre de ese mismo año, cuando se concluyó se convirtió en el viaducto carretero más largo de Venezuela con 3 kilómetros de largo. Forma parte de las obras de ampliación de 7 km de la referida autopista (que incluye además un elevado que conecta sobre Bus Caracas, 1 puente sobre el río Valle y 2 puentes al lado del distribuidor El Pulpo), Consta de una autopista de 4 carriles y entre 14,6 y 14,8 metros de ancho que pasa por encima del Distribuidor La Bandera y el Puente Los Chaguaramos y con pilotes enterrados a 15 metros de profundidad.
Para su edificación se usaron 4000 trabajadores y 2.100 millones de Bs. Beneficiará a unos 250 mil usuarios principalmente a los habitantes que provienen de los Altos Mirandinos, del Valle, del Tuy, del sur de Caracas y de Ciudad Tiuna.
Poco después de su inauguración en febrero de 2016 fue cerrado por un breve tiempo para reparar algunas juntas de dilatación.